# Jeremiasz z Wołoszczyzny
Jeremiasz z Wołoszczyzny, również Jeremiasz z Wołoszy, właściwie Jon Kostist (ur. 29 czerwca 1556 w mołdawskiej wsi Tzazo, zm. 5 marca 1625 w Neapolu)  – kapucyn (OFMCap.), błogosławiony Kościoła katolickiego.

## Życiorys
Pochodził z Wołoszczyzny. W dzieciństwie dzięki matce poznał włoskich franciszkanów i zapragnął udać się do Włoch, które uznał za miejsce przebywania najlepszych z chrześcijan. Po pobycie w Alba Iulia wraz z Lo Jacome udał się do Bari, a w 1578 roku przebywając w Neapolu wstąpił do klasztoru kapucynów i przyjął imię proroka Jeremiasza. Do 1618 roku jako brat laik pracował przy najprostszych czynnościach.
Pokora, uczynność, dobroć, pogoda ducha i przypisywany mu dar czynienia cudów sprawiły, że zmarł w opinii świętości otoczony kultem, zatwierdzonym przez beatyfikację dokonaną 30 października 1983 roku przez papieża Jana Pawła II.

## Wspomnienie oraz kult
Jego wspomnienie w Kościele katolickim obchodzone jest w dzienną rocznicę śmierci. Zakon franciszkanów i kapucynów wspomina bł. Jeremiasza 7 maja. Można również spotkać dzień 5 kwietnia.
Relikwie Jeremiasza z Wołoszczyzny znajdują się w Neapolu, w kościele Niepokalanego Poczęcia Najświętszej Maryi Panny.
Jego biografię spisał w 1670 roku ojciec Francesco Severini.